# Deh Chāneh
Deh Chāneh (persiska: ده چانه) är en ort i Iran.   Den ligger i provinsen Hamadan, i den nordvästra delen av landet, 280 km sydväst om huvudstaden Teheran. Deh Chāneh ligger 2 153 meter över havet och antalet invånare är 424.
Terrängen runt Deh Chāneh är huvudsakligen kuperad, men österut är den bergig.Runt Deh Chāneh är det ganska tätbefolkat, med 54 invånare per kvadratkilometer. Närmaste större samhälle är Tūreh, 16,8 km öster om Deh Chāneh. Trakten runt Deh Chāneh består i huvudsak av gräsmarker.